# Ривизондоли
Ривизондоли (итал. Rivisondoli) — коммуна в Италии, расположена в регионе Абруццо, подчиняется административному центру Л’Акуила.
Население составляет 726 человек (на 2005 г.), плотность населения составляет 22,97 чел./км². Занимает площадь 31,61 км². Почтовый индекс — 67036. Телефонный код — 0864.
Покровителем населённого пункта считается святой Эмигдий. Праздник ежегодно празднуется 6 декабря.